# Овернське графство
Овернське графство (фр. Comté d'Auvergne) — одне з найдавніших феодальних володінь на території сучасної Франції. Овернью керували графи під контролем вестготів (475—507) і франків Меровінгів (507—751). У 751 році до влади у Франції прийшла династія Каролінгів і Овернь стала частиною Аквітанського королівства. У IX столітті графство стало спадковим і в той же час отримали владу єпископи Клермона, що стали його віконтами. У XII столітті Овернське графство межувало з землями англійських Плантагенетів на заході, Французьким королівством на півночі, Священною Римською імперією на сході та Тулузьким графством, територією, пов'язаною з Арагонським королівством на півдні.
Після тривалої суперечки за сюзеренітет над Овернським графством між королями Франції та Англії, в 1214 році король Філіпп II Август приєднав більшу частину Овернського графства до домену короля Франції і в 1360 році на цій території було утворене апанажне Овернське герцогство. Клермон було приєднано до французької корони в 1663 році.

## Одне з феодальних володінь Оверні
У середньовіччі Овернське графство поділили на кілька феодальних володінь, які всі мали назву Овернь і змагалися між собою за домінування та об'єднання інших під своєю владою:
1. Овернське графство (фр. Comté d'Auvergne); після завоювання Францією 1213 року Овернської землі[2].
2. Овернський дофінат (фр. Dauphiné d'Auvergne, окс. Daufinat d'Auvergne), що постав в результаті поділу Овернського графства після війни за овернську спадщину.
3. Овернська земля (фр. Terre d'Auvergne), створена приблизно в 1214 році, стала в 1360 році Овернським герцогством.
4. Клермонське графство-єпископство.

## Історія
Овернське графство є одним з найстаріших феодів на території, що відповідає нинішній Франції, оскільки воно виникло ще наприкінці римського періоду. Овернью керували графи під контролем вестготів (475—507) і франків-меровінгів (507—751). В епоху меровінгів воно навіть тимчасово стало герцогством. У 751 році до влади у Франції прийшла династія Каролінгів і Овернь стала частиною Аквітанського королівства, а згодом Аквітанського герцогства. Герцоги Аквітанські були прямими сеньйорами графів Овернських.
У IX столітті графство стало спадковим і в той же час отримали владу єпископи Клермона що стали його віконтами. Першим графом, про якого відомо, був Варін I (правив у 818—819 роках), який також був графом Шалона і який одружився з донькою герцога Іктері (сина герцога Аквітанського Хатто).

### Овернський дім

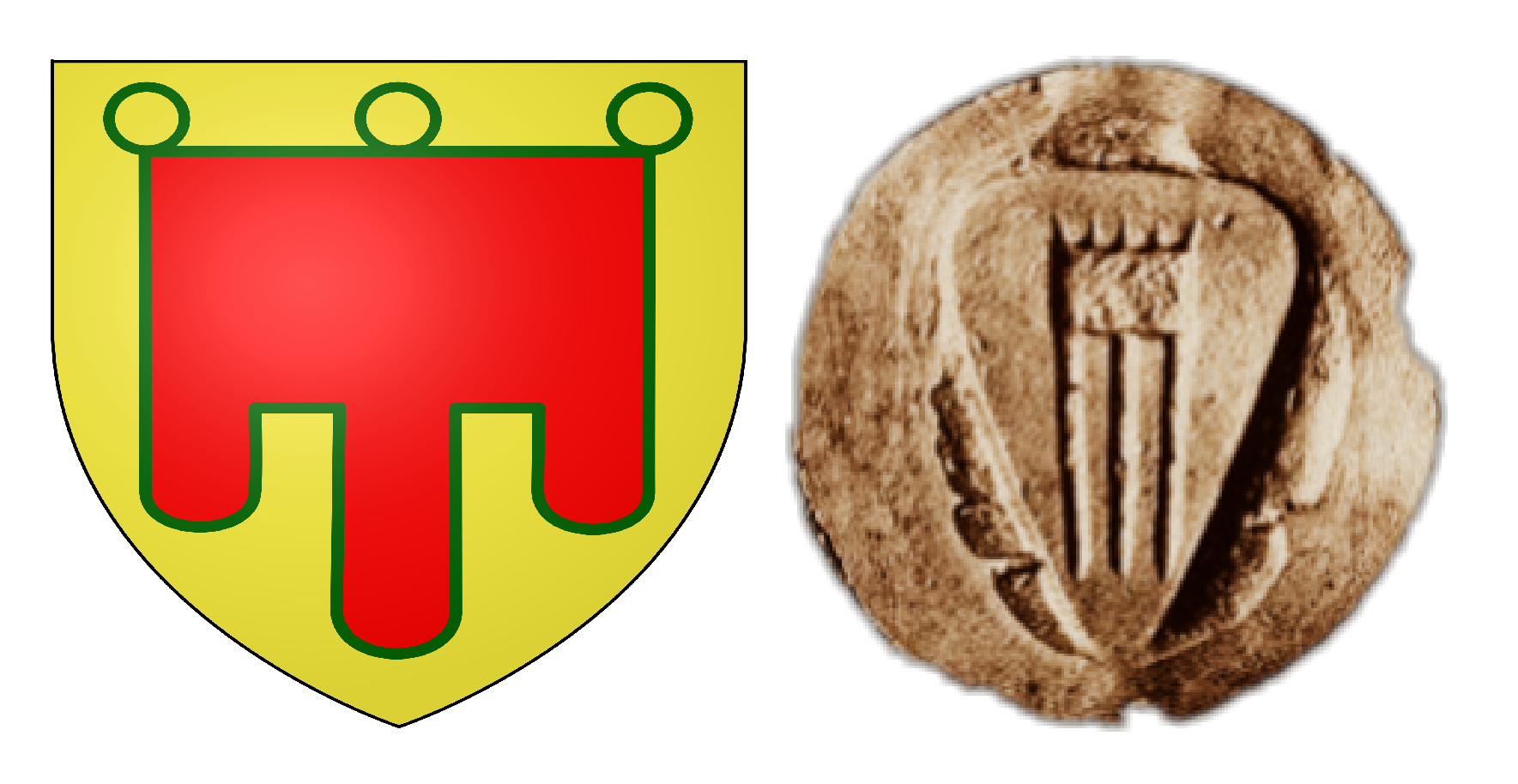
Герб графів Овернських — Печатка графа Роберта IV Овернського, друга половина XII століття.

Родина графів Овернських керувала графством з X століття. У 1155 році в родині виникла криза, коли граф Вільгельм VII Овернський був позбавлений спадщини своїм дядьком Вільгельмом VIII Овернським. Вільгельм Молодший, вважаючи себе скривдженим, звернувся до свого сюзерена, короля Англії Генріха II, що став герцогом Аквітанським після його одруження з Алієнор Аквітанською. Останній наказав Вільгельму Старшому з'явитися до нього на суд. Вільгельм погоджується, потім передумує і знаходить притулок у короля Франції Людовика VII. Відтак Генріх II вторгся в Овернь у 1167 році. Конфлікт вдалося вирішити шляхом поділу графства на дві частини. Вільгельм VIII зайняв графство, тоді як молодший Вільгельм VII мусив задовольнитися титулом графа Клермона з невеликою частиною колишнього Овернського графства, яке в 1281 році отримало назву Овернський дофінат. У 1177 році королі Франції та Англії зустрілися в Грасі, щоб обговорити претензії на сюзеренітет над Овернським графством, на яке претендував кожен з них. Король Англії викликав графа Овернського та баронів країни, щоб обговорити з ними права герцогів Аквітанських на Овернь. Вони підтвердили, що Овернь є вассалом герцогів Аквітанським, за винятком єпископства Клермонського. Але король Франції не погодився з цим рішенням. Овернський конфлікт став довгостроковим конфліктом між королем Франції Філіпом II Августом і королем Англії Генріхом II, а після смерті останнього 6 липня 1189 року, його сином королем Річардом Левове Серце.
Після переможної кампанії проти короля Англії Генріха II у 1188 році французький король Філіпп II Август, який змінив Людовіка VII, змусив Генріха II і Річарда Левове Серце відмовитися від своїх прав на Овернське графство за Жизорським договором і Договором Азе-ле-Рідо, у липні 1189 р. Відтак король Франції став прямим сюзереном графів Оверні. Оскільки війни між королями Франції та Англії тривали, Річард Левове Серце змінив Генріха II, лорди Оверні були змушені зайняти позицію. Гайонський договір, підписаний 14 січня 1196 року Філіппом Августом і Річардом Левове Серце, визнавав сюзеренітет короля Франції над Овернею, але конфлікт між двома королями поновився влітку. Цей момент знаменує собою початок війни між королем Франції та графом Овернським. Граф Оверні Гі II, онук Вільгельма VIII Старшого, підтримував Річарда Левове Серце, а єпископ Клермонський Роберт, брат Гі II, виступав на боці Філіппа Августа. З 1196 року конфлікт загострився і досяг свого апогею в 1210 році в Мозі між прихильниками Гі II Овернського і прихильниками короля Франції. У 1199 році Філіп Август захопив Ісуар після інтервенції проти Роберта IV, графа Клермонського (Дофіне д'Овернь). 30 вересня 1199 між графом Клермонським і королем було укладено мир.
У 1210 році граф Оверні Гі II напав на абатство Мозак, а також на пріорат Марсат і взяв у полон свого брата Роберта, єпископа Клермона. Філіпп Август скористався цим приводом, і в 1212 році надіслав для нападу на графа Овернського свою армію під командуванням Гі II Дамп'єрського, сеньйора Бурбонського від його шлюбу в 1196 році з Матильдою Бурбонською. Незважаючи на англійську підтримку, після кількох років боротьби граф Гі II зазнав поразки від армій Філіппа Августа під час облоги Турньоля в грудні 1213 року. Тоді більша частина Оверні була приєднана до Французького королівства. Однак невелика територія, розташована в центрі Ліманю, навколо Вік-ле-Конте, залишена Гі II, якому гарантували незалежність.
Відтак колишнє Овернське графство було розділене на три частини:
- перша, більша частина перейшла до домену короля Франції і отримала назву «Овернська земля» (Terre d'Auvergne). Значною мірою відповідає Нижній Оверні. У 1249 році королівську Овернську землю Людовік IX передав як апанаж своєму братові Альфонсо Пуатевінському, який зробив своєю столицею Ріом. У 1360 році король Іоанн II створив на королівській землі Овернське герцогство, передане як апанаж Жану (Іоанну) Беррійському. Після смерті Жана Беррійського в 1416 році,  Овернське герцогство залишилося його доньці Марії Валуа, яка в 1400 році вийшла заміж за Жана I Бурбонського. Титул передавався в домі Бурбонів, поки король Франсуа I не оскаржив передачу герцогства конетаблю Карлу III, герцогу Бурбонському у 1521 році. Він передав герцогство Луїзі Савойській, правнучці Марії Валуа та матері короля. після його смерті в 1531 році, герцогство остаточно повернулося до королівського домену.
- друга, значно менша частина залишилась самостійною і отримала назву «графство». Графи Овернські зробили своєю новою столицею Вік-ле-Конте[9][10]. Овернське графство залишалося в руках графа до одруження Катерини Медічі, графині Овернської, з королем Генріхом II[11][12]. Потім Овернське графство перейшло до Генріха III, поки він не став королем у 1574 році.
- третя частина - Овернський дофінат. У 1426 році дофінат перейшов під владу гілки Бурбон-Монпансьє через шлюб Людовика I Бурбон-Монпансьє з Жанною I, дофіною Овернської. З 1693 року перейшов до володінь герцогів Орлеанських, які правили ним до Французької революції.

Єпископи Клермона володіли важливим володінням в Оверні. Близько 1034 року Вільгельм V Овернський поступився половиною міста Клермон церкві в особі єпископа Ренкона. У 1044 році Вільгельм V Овернський дозволив єпископу карбувати власну дрібну монету. Графи Оверні залишать Клермон єпископам, щоб оселитися в Монферрані, який графи Оверні заснували на початку XII століття. Починаючи з єпископства Стефана II (близько 950 року), у різних локальних конфліктах єпископи Клермона віддавали себе під захист королів Франції.